# Sladens borstelneus
De Sladens borstelneus (Gymnobucco sladeni) is een vogel uit de familie Lybiidae (Afrikaanse baardvogels). Deze vogel is genoemd naar de Engelse zoöloog Percy Sladen.

## Verspreiding en leefgebied
Deze soort komt voor in Congo-Kinshasa en de zuidelijke Centraal-Afrikaanse Republiek.

## Status
De grootte van de populatie is niet gekwantificeerd maar de soort wordt omschreven als schaars tot zeldzaam. Op de Rode lijst van de IUCN heeft deze soort de status niet bedreigd.